# Грансден, Антония
Антония Грансден (англ. Antonia Gransden, 1928, Compton Dundon, Сомерсет — 18 января 2020), урождённая Антония Морланд — английский историк-медиевист, многолетний лектор средневековой истории в Ноттингемском университете. Автор работ по средневековой историографии, в том числе масштабного двухтомного исследования «Историописание в Англии», посвящённого средневековым анналам и хроникам Английского королевства за тысячу лет, с VI по XVI века.

## Жизнь и труды
Получила образование в Дартингтон-холле и Сомервиль-колледже в Оксфорде, она получила первоклассную степень и получила степень доктора философии. Она вышла замуж за Кена Грансдена в 1957 году, и у пары родились две дочери. Однако в 1977 году брак был расторгнут.
Работа в молодости в Британском музее подпитывала её увлечение историей аббатства Бери-Сент-Эдмундс, имевшего собственную традицию историописания. Затем она продолжила редактировать хроники аббатства, результатом чего стала двухтомная «История аббатства Бери-Сент-Эдмундс», которую она закончила в возрасте 86 лет.
Являлась давним членом Лейбористской партии и защитником прав женщин на образование, равную оплату труда и социальные возможности. Умерла 18 января 2020 года в возрасте 91 года.

## Избранная библиография
- A History of the Abbey of Bury St Edmunds, 1257—1301. Simon of Luton and John of Northwold (Woodbridge: Boydell and Brewer, 2015)
- (ed.) The Letter-Book of William of Hoo: Sacrist of Bury St Edmunds, 1280—1294 (Ipswich: Suffolk Records Society, 1963)
- (ed. & trans.) The Chronicle of Bury St Edmunds 1212–1301 (London; Edinburgh: Nelson, 1964)
- (ed.) The Customary of the Benedictine Abbey of Bury St. Edmunds in Suffolk: (from Harleian MS. 1005 in the British Museum) (Henry Bradshaw Society, 1973)
- Historical Writing in England, c. 550 to c. 1307. — London: Routledge and Kegan Paul, 1974. — xxiv,  610 p.
- Historical Writing in England, c.1307 to the Early Sixteenth Century. — London: Routledge and Kegan Paul, 1982. — xxiv, 644 p. — ISBN 0-415-15237-2.
- Legends, Traditions, and History in Medieval England (London: Hambledon Press, 1992)